# Józef Sadzik
Józef Sadzik (ur. 16 lutego 1933 w Sułkowicach k. Krakowa, zm. 26 sierpnia 1980 w Osny k. Paryża) – ksiądz pallotyn, założyciel i długoletni dyrektor działającego na emigracji drukującego pozycje w języku polskim wydawnictwa Éditions du Dialogue.

## Życiorys
Józef Sadzik był synem Stanisława i Anieli z domu Zając. Szkołę powszechną skończył w rodzinnym miasteczku. Do gimnazjum zaczął uczęszczać w roku 1945 w Strzelcach Opolskich, naukę kontynuował w Collegium Marianum w Wadowicach. 
Po maturze w 1950 rozpoczął studia filozoficzne na Wydziale Teologicznym Uniwersytetu Jagiellońskiego, z których po kilku miesiącach zrezygnował. Wstąpił następnie do nowicjatu pallotynów i po kilkuletniej formacji, 22 czerwca 1957 w Ołtarzewie przyjął święcenia kapłańskie z rąk kard. Stefana Wyszyńskiego.
W latach 1957–1962 studiował filozofię na Uniwersytecie we Fryburgu szwajcarskim i w Monachium. W 1962 obronił francuskojęzyczną pracę doktorską z filozofii Martina Heideggera pt. Esthétique de Martin Heidegger (Estetyka Martina Heideggera), która była jednym z pierwszych opracowań tego typu (druk w nieco zmienionej postaci Paryż 1963, przekład na język hiszpański Barcelona 1971).
W 1962 ks. Sadzik został przeniesiony do Francji przez ówczesnego prowincjała pallotynów ks. Eugeniusza Werona, początkowo na rok, a później na stałe. Zamieszkał w Osny pod Paryżem, a następnie w Paryżu, gdzie prowadził wydawnictwo SEI (Societé d’Editions Internationales). W roku 1966 założył pallotyńskie wydawnictwo Editions du Dialogue i został jego dyrektorem, a zarazem - przez długi czas - jedynym pracownikiem. Zainicjował serię "Znaki Czasu", prezentującą dzieła wybitnych myślicieli i pisarzy religijnych. Za jego redakcji opublikowano prace kilku autorów polskich (Karol Wojtyła, Bolesław Kominek, Tadeusz Żychiewicz) i wielu obcojęzycznych (Robert Coffy, Brat Roger, Joseph Möller, Henri de Lubac, Wolfhart Pannenberg, Karl Rahner). Ogółem wydał ok. 150 pozycji, w tym dokumenty Soboru, encykliki i przemówienia papieskie, teksty liturgiczne i modlitewne.
W 1973 ks. Sadzik założył w paryskim domu pallotynów przy ulicy Surcouf ośrodek odczytowo-dyskusyjny dla Polaków z kraju i emigracji pod nazwą Centrum Dialogu (Centre du Dialogue) i kierował nim, organizując odczyty i wieczory autorskie wybitnych pisarzy (z reguły Polaków, między innymi Czesława Miłosza). W roku 1975 odbył kilkutygodniową podroż po Rwandzie; sprawozdanie z niej ogłosił w broszurze Będziecie mi świadkami. Pallotyni polscy w Rwandzie (Paryż 1976). 
Ks. Józef Sadzik przyjaźnił się z wielu wybitnymi twórcami kultury emigracyjnej, wywierając na nich duży wpływ. Byli wśród nich Józef Czapski, Zygmunt Hertz, Jan Lebenstein, Sławomir Mrożek, Alina Szapocznikow. We wspomnieniach przedstawiano go jako nieprzeciętną osobowość, gorliwego kapłana i oryginalnego, choć mało produktywnego myśliciela religijnego.
Ks. Sadzik był wieloletnim przyjacielem Czesława Miłosza, zainspirował poetę do podjęcia prac nad przekładami Biblii. Współpracował przy ich weryfikacji, był też autorem wstępów do przekładów Księgi Psalmów i Księgi Hioba.
Ks. Józef Sadzik zmarł nagle w Osny 26 sierpnia 1980. Pochowano go na cmentarzu parafialnym w Sułkowicach.
Ks. Janusz Stanisław Pasierb mówił o nim "Delikatny, dyskretny i powściągliwy, miał jednak charyzmat spotykania ludzi".
Wiersze poświęcili ks. Sadzikowi Miłosz (Do Józefa Sadzika, 1980, wydrukowany w tomie Hymn o perle, Kraków 1983) i ks. Pasierb (W Paryżu, 1978, wydrukowany w tomie Zdejmowanie pieczęci, Warszawa 1983). Ks. Sadzik publikował niewiele, głównie w pallotynskiej "Naszej Rodzinie". Tłumaczył m.in. mszał, katechizm, dzieła współczesnych teologów i filozofów. Pozostawił w maszynopisie Medytacje - religijne rozważania na każdy dzień roku oraz rozmowy z Miłoszem.

## Publikacje
- Józef Sadzik, Aby stanowili jedno!.
- Józef Sadzik, Co to jest msza święta?.
- Józef Sadzik, Człowiek wiary.
- Józef Sadzik, Kraj tysiąca wzgórz.
- Józef Sadzik, Między Światłością i Ciemnością.
- Józef Sadzik, Zwiastuję wam radość wielką.

## Odznaczenia
- Krzyż Komandorski z Gwiazdą Orderu Odrodzenia Polski – 2023, pośmiertnie[5][6].